# Кемпер (округ, Миссисипи)
Округ Кемпер (англ. Kemper County) — округ штата Миссисипи, США. Население округа на 2000 год составляло 10453 человек. Административный центр округа — город Де-Калб.

## История
Округ Кемпер основан в 1833 году.

## География
Округ занимает площадь 1983.9 км2.

## Демография
Согласно переписи населения 2000 года, в округе Кемпер проживало 10453 человек (данные Бюро переписи населения США). Плотность населения составляла 5.3 человек на квадратный километр.